# Lycée Prince de Liège
Le Lycée Prince de Liège, aussi appelé école belge de Kinshasa est un établissement d'enseignement à programme belge, situé dans le quartier universitaire de Gombe, à Kinshasa, la capitale de la République démocratique du Congo (RDC).

## Présentation
L'école belge de Kinshasa est un établissement de droit privé (ASBL).

### Historique
Depuis 1969, l'école dispose de ses propres locaux, bâtis sur un terrain acheté par la Belgique. Le Roi Albert II, à cette époque Prince de Liège, a posé la première pierre de l'établissement.

## Enseignement
L'enseignement dispensé au Lycée Prince de Liège suit les programmes définis par la fédération Wallonie-Bruxelles. L'encadrement est assuré par des enseignants belges porteurs des titres requis.
Les diplômes (CESS) délivrés en fin de 6ème secondaire sont homologués par la Belgique et sont donc valables dans l'Union européenne, aux États-Unis, ainsi que dans la plupart des pays d'Afrique. Des équivalences des diplômes sous législation de l'Union européenne sont délivrés par de nombreux autres pays.
La Communauté française intervient dans des missions régulières d’inspection, afin de vérifier le niveau des études et leur conformité aux programmes en vigueur en Belgique.

## Effectifs
Le Lycée a compté jusqu'à 2 500 élèves durant l'année scolaire 1972-1973.
Les effectifs d'élèves ont progressé d'environ 20% sur la période 2005-2010. Environ 40% des élèves sont d’origine belge.
En 2015, le Lycée Prince de Liège scolarisait 894 élèves, de 2 ans à 18 ans.

## Financement
L'état belge finançait l'établissement, en 2010-2011, à hauteur de plus de 120 000€. Le reste du financement provient des frais scolaires chargés aux familles.